# Лачиново
Лачи́ново (рос. Лачиново) — присілок у складі Земетчинського району Пензенської області, Росія.
Населення — 46 осіб (2010; 81 у 2002).
Національний склад станом на 2002 рік:
- росіяни — 99 %